# Bobby Smith (football)
 (mai 2024).
Pour les articles homonymes, voir Bobby Smith, Robert Smith et Smith.
Robert Alfred "Bobby" Smith, né le 22 février 1933 à Lingdale (Angleterre) et mort le 18 septembre 2010 à 77 ans, est un footballeur anglais, qui évoluait au poste d'avant-centre à Tottenham Hotspur et en équipe d'Angleterre. 
Smith a marqué treize buts lors de ses quinze sélections avec l'équipe d'Angleterre entre 1961 et 1964.

## Carrière
- 1950-1955 : Chelsea
- 1955-1964 : Tottenham Hotspur
- 1964-1965 : Brighton and Hove Albion

## Palmarès

### En équipe nationale
- 15 sélections et 13 buts avec l'équipe d'Angleterre entre 1961 et 1964.

### En club
Chelsea FC
- Champion du Championnat d'Angleterre de football (1):
  - 1955.

Tottenham Hotspur FC
- Champion du Championnat d'Angleterre de football (1):
  - 1961.
- Vice-champion du Championnat d'Angleterre de football (2):
  - 1957 & 1963.
- Meilleur buteur du Championnat d'Angleterre de football (1) :
  - 1958: 36 buts.
- Vainqueur de la FA Cup (2) :
  - 1961 & 1962.
- Vainqueur de la Coupe d'Europe des vainqueurs de coupe de football (1):
  - 1963.